# Bianca Belair
Bianca Nicole Blair Crawford (ur. 9 kwietnia 1989) – amerykańska profesjonalna wrestlerka. Obecnie związana jest kontraktem z federacją WWE, występując w brandzie SmackDown pod pseudonimem ringowym Bianca Belair.
Blair rozpoczęła karierę zapaśniczą w 2016 roku, podpisując kontrakt z organizacją WWE. Po czterech latach spędzonych w brandzie szkoleniowym NXT została przeniesiona do głównego składu na początku kwietnia 2020 roku. W styczniu 2021 została pierwszą Afroamerykanką, która wygrała żeński Royal Rumble match. Zwycięstwo zapewniło jej walkę o dowolne mistrzostwo kobiet na WrestleManii. W walce wieczoru pierwszej części WrestleManii 37 pokonała Sashę Banks, aby wygrać WWE SmackDown Women’s Championship. Wraz z Banks zostały wtedy pierwszymi Afroamerykankami w historii, które zmierzyły się ze sobą w głównym wydarzeniu tej gali. Swój sukces powtórzyła rok później, zdobywając WWE Raw Women’s Championship na WrestleManii 38. Jej osiągnięcia zostały nagrodzone miejscem nr. 1 ze 150 najlepszych zapaśniczek na liście Pro Wrestling Illustrated w 2021 roku. W maju 2023 stała się najdłużej panującą posiadaczką WWE Raw Women’s Championship oraz najdłużej panującą afroamerykańską mistrzynią świata w historii WWE.

## Wczesne życie

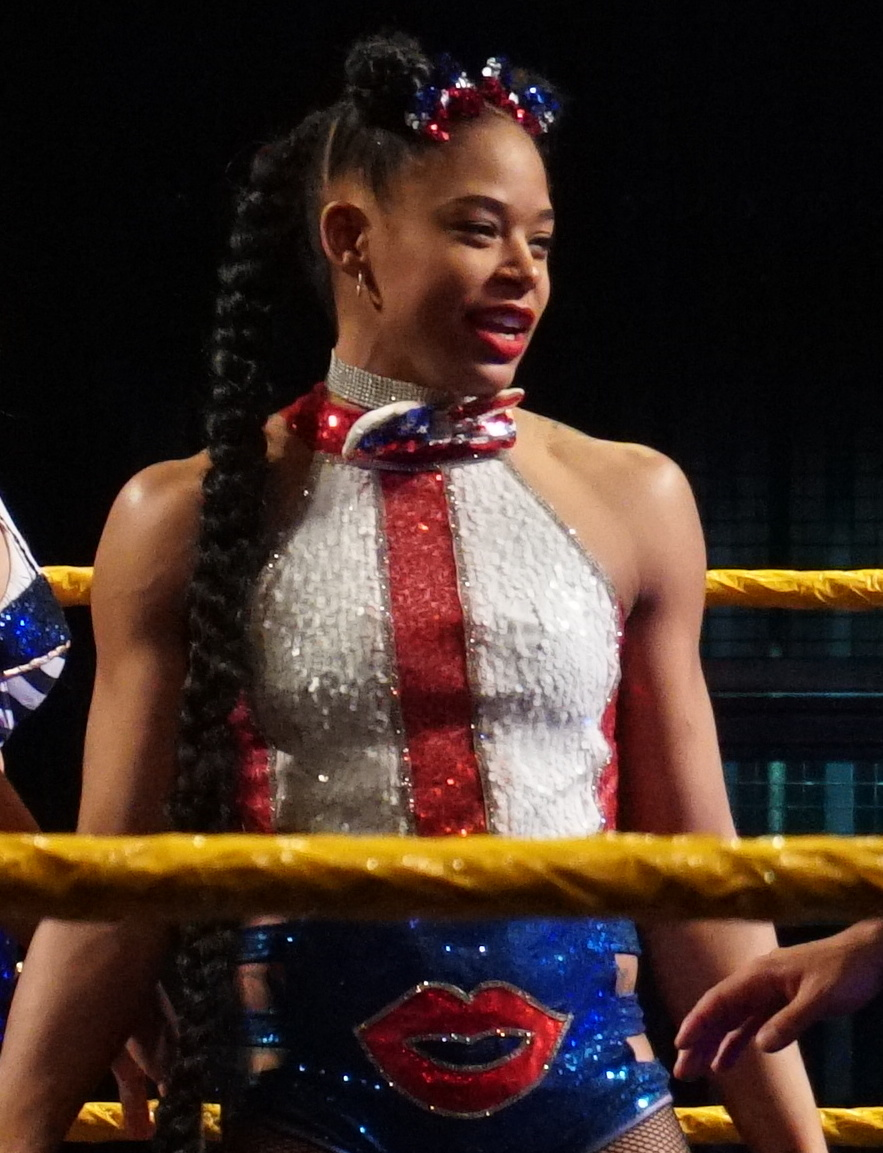
Belair w czerwcu 2018

Blair to absolwentka szkoły średniej Austin-East Magnet w Knoxville w stanie Tennessee, gdzie odnosiła wiele sportowych sukcesów, między innymi na bieżni – trenowała lekkoatletykę. Uczęszczała na trzy uniwersytety: University of South Carolina, Texas A&M University, kończąc naukę w college’u na University of Tennessee. Była również zawodniczką CrossFit, jednakże na skutek zapalenia chrząstki międzyżebrowej została zmuszona do zakończenia kariery.

## Kariera profesjonalnej wrestlerki

### WWE (2016–obecnie)

#### NXT (2016–2020)
Po porzuceniu kariery CrossFit Blair złożyła wniosek, w celu aplikowania do WWE. Niedługo później otrzymała prywatną wiadomość od weterana wrestlingu Marka Hanry’ego, który zaoferował jej pomoc w załatwieniu prób. Blair odbyła dwie oficjalne próby, po czym podpisała kontrakt z firmą 12 kwietnia 2016 roku, a następnie została skierowana na szkolenie z innymi rekrutami do placówki szkoleniowej WWE Preformance Center.

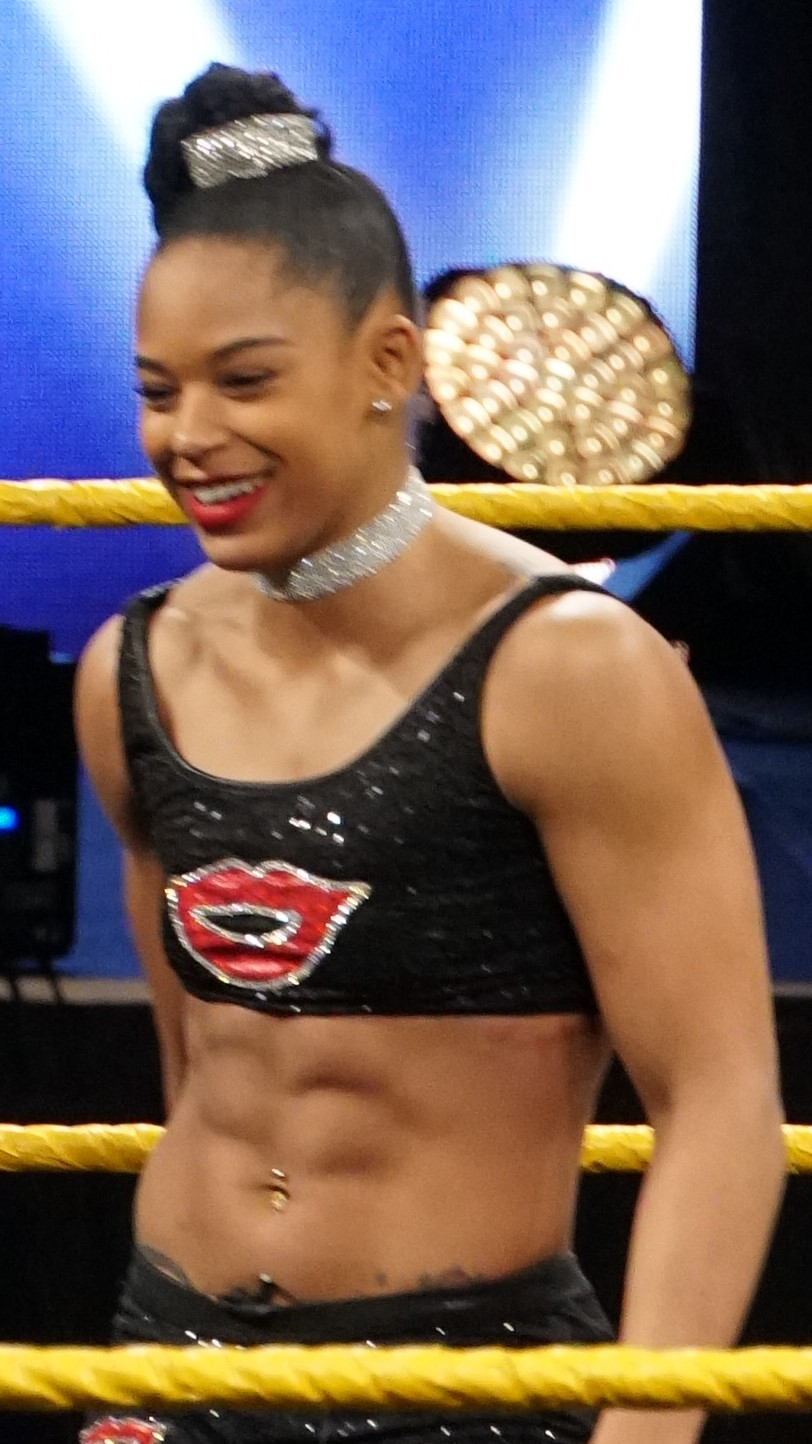
Belair w kwietniu 2018

Jej pierwszy występ miał miejsce podczas Live Eventu 25 czerwca 2016, gdzie pojawiła się jako Binky Blair i określiła się mianem „EST of NXT”, czyli Najlepszej w NXT. We wrześniu stoczyła swoją pierwszą walkę, przegrywając z Aliyah. 3 maja 2017 zadebiutowała w telewizji pod pseudonimem Bianca Belair, biorąc udział w battle royal, w celu wyłonienia pretendentki do NXT Women’s Championship, gdzie została wyeliminowana przez Billie Kay i Peyton Royce. Belair uczestniczyła w pierwszej edycji Mae Young Classic. Dotarła do drugiej rundy, w której przegrała z Kairi Sane.
Po odpadnięciu z turnieju rozpoczęła długą passę zwycięstw, pokonując zawodniczki takie jak Lacey Evans, Candice LeRae, Aliyah, Dakota Kai i Deonna Purrazzo. Belair wystąpiła na WrestleManii 34, uczestnicząc w WrestleMania Women’s Battle Royal, jednak nie zdołała wygrać pojedynku. Później rozpoczęła krótki feud z Nikki Cross, mierząc się z nią w dwóch walkach, które zakończyły się bez rezultatu. 9 stycznia 2019 ostatecznie pokonała Cross, w jej ostatnim starciu przed transferem do głównego składu. 26 stycznia na NXT TakeOver: Phoenix Belair przegrała z Shayną Baszler, w pojedynku o NXT Women’s Championship, po wielu ingerencjach ze strony Jessamyn Duke i Mariny Shafir, kończąc swoją niepokonaną passę po 367 dniach. Baszler zmusiła Belair do poddania się, w rewanżu na NXT TakeOver: New York, w którym uczestniczyły również Io Shirai i Kairi Sane.
Następnie wszczęła rywalizację z Mią Yim, którą zwyciężyła 7 maja na odcinku NXT. Trzy tygodnie później Yim odniosła zwycięstwo w rewanżu, co było pierwszą porażką Belair na NXT. Spór zakończyła walka, która odbyła się 5 czerwca podczas NXT, gdzie Belair ponownie uległa rywalce. Po krótkiej nieobecności wróciła do ringu 3 lipca, wygrywając z Priscillą Zunigą. 24 lipca wywalczyła zwycięstwo z Xią Li.
18 września na pierwszym odcinku NXT, nadawanym w stacji USA Network, Belair zmagała się w fatal 4-way przeciwko Candice LeRae, Io Shirai i Mii Yim, wraz z mianem pretendenckim do NXT Women’s Championship na szali, gdzie LeRae wyszła zwycięsko. Po pokonaniu Dakoty Kai 9 października wyzwała pretendentkę do tytułu NXT Women’s Rheę Ripley do walki, w której jej miano pretendenckie miałoby być stawką pojedynku. Walka odbyła się dwa tygodnie później, jednak Belair nie zdołała wygrać pojedynku.

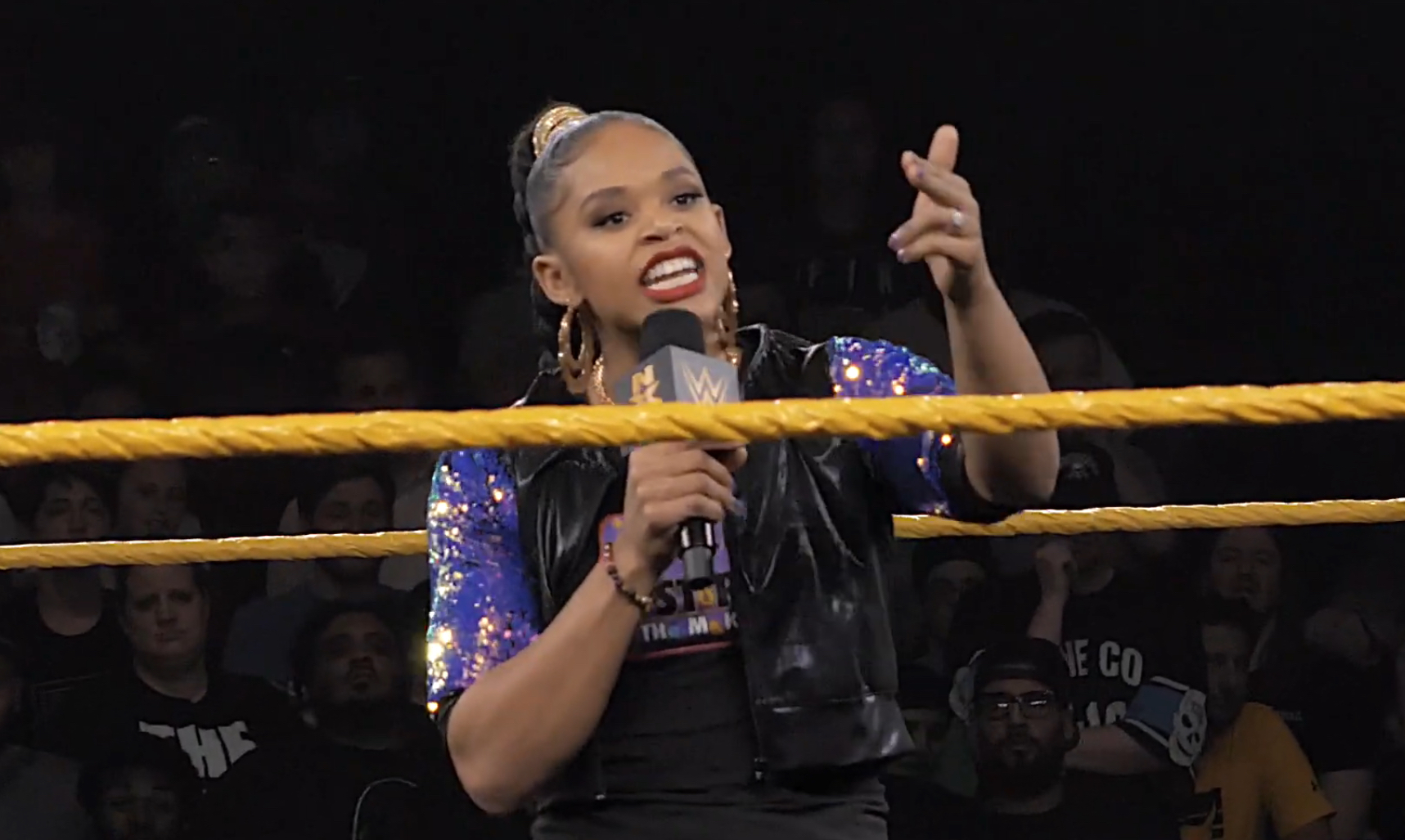
Belair w lutym 2020

Na NXT TakeOver: War Games Belair połączyła siły z NXT Women’s Championką Shayną Baszler, NXT UK Women’s Championką Kay Lee Ray oraz Io Shiari, w WarGames matchu przeciwko Rhei Ripley, Dakocie Kai, Tegan Nox i Candice LeRae. Ripley przypięła Baszler dając zwycięstwo swojej drużynie. Następnego dnia na Survivor Series, Belair wraz z Rheą Ripley, Candice LeRae, Io Shirai i Toni Storm reprezentowały NXT, w zwycięskiej walce przeciwko kobiecym drużynom brandów Raw i SmackDown, gdzie Shirai, Ripley i LeRae były jedynymi osobami, które nie zostały wyeliminowane. 26 stycznia 2020 na Royal Rumble była jedną z uczestniczek Royal Rumble matchu, eliminując rekordowo 8 osób, zanim po 33 minutach i 20 sekundach została wyeliminowana przez zwyciężczynię Charlotte Flair. Na NXT TakeOver: Portland podjęła nieudanej próby zdobycia mistrzostwa NXT Women’s od ówczesnej mistrzyni Rhei Ripley. Ostatnią walkę na NXT stoczyła 19 lutego, przegrywając z Charlotte Flair.

#### SmackDown Women’s Champion (2020–2021)
Dzień po WrestleManii 36 Belair zadebiutowała na Raw, ratując The Street Profits (Angelo Dawkinsa i jej męża Monteza Forda) przed atakiem Austina Theory, Angela Garzy i ich menedżerki Zeliny Vegi. W październiku, w ramach Draftu 2020 została przeniesiona do brandu SmackDown. 31 stycznia 2021 na Royal Rumble wygrała żeński Royal Rumble match, wchodząc pod numerem 3 i będąc w meczu przez rekordowe 56 minut, tym samym otrzymując pojedynek o dowolny tytuł kobiet w walce wieczoru pierwszej części WrestleManii 37. 26 lutego na SmackDown wybrała Sashę Banks, ówczesną posiadaczkę WWE SmackDown Women’s Championship, jako jej przeciwniczkę na WrestleManię. Na gali Belair zatriumfowała nad Banks, zdobywając swoje pierwsze mistrzostwo w karierze i wraz z Banks, przechodząc do historii jako dwie pierwsze Afroamerykanki, które walczyły przeciwko sobie w głównym wydarzeniu WrestleManii. Dwukrotnie obroniła tytuł, w walkach z Bayley na WrestleManii Backlash i w Hell in a Cell matchu na Hell in a Cell.
30 lipca na odcinku SmackDown Carmella i Zelina Vega, żądając walki o SmackDown Women’s Championship zaatakowały Belair, która została ocalona przez Sashę Banks. Później połączyła siły z dawną rywalką w Tag Team matchu, pokonując Carmellę i Vegę. Po walce Banks zaatakowała mistrzynię. 6 sierpnia Banks wyzwała ją do walki o mistrzostwo na SummerSlam, co Belair zaakceptowała. Podczas gali ogłoszono, że Banks nie została medycznie dopuszczona do walki, zostając zastąpiona przez Carmellę. Zamiast walczyć z Carmellą, Belair przyjęła wyzwanie powracającej Becky Lynch, która odebrała jej mistrzostwo po zaledwie 26 sekundach walki, kończąc panowanie po 133 dniach. Pokonała Lynch przez dyskwalifikację, spowodowaną ingerencją Sashy Banks, w walce rewanżowej na Extreme Rules, wskutek czego nie odzyskała tytułu. Belair została z powrotem przeniesiona do brandu Raw, w wyniku Draftu 2021. Na Crown Jewel Belair ponownie uległa Lynch, w Triple Threat matchu o mistrzostwo, którego częścią była również Sasha Banks.

#### Raw Women’s Champion (od 2022)
Gdy wyniki draftu weszły w życie, Belair bezskutecznie wyzwała Becky Lynch o dzierżawione przez nią WWE Raw Women’s Championship na odcinku Raw z 1 listopada. Starała się zyskać kolejną okazję do walki z Lynch, biorąc udział w Fatal 5-way z mianem pretendenckim na szali, jednak przeszkodziła jej w tym Doudrop, atakując ją podczas starcia. Z pojedynku ostatecznie zwycięsko wyszła Liv Morgan. Na Survivor Series Belair była jedną z przedstawicielek Raw, w 5-on-5 Survivor Series elimination matchu, gdzie zdołała odnieść zwycięstwo dla swojej drużyny, zostając jedyną osobą niewyeliminowaną z pojedynku. Jej triumf przyniósł jej rekord jedynej zawodniczki, która kiedykolwiek wygrała walkę w owej stypulacji, będąc w sytuacji czterech na jednego.
W styczniu wystąpiła w Royal Rumble matchu, na tytułowej gali Royal Rumble i wytrzymała w ringu 47 minut, jednak finalnie została wyeliminowana przez Charlotte Flair. 19 lutego wygrała swój debiutancki Elimination Chamber match, zwyciężając Liv Morgan, Rheę Ripley, Nikki A.S.H., Doudrop oraz Alexę Bliss i zyskała pojedynek o Raw Women’s Championship przeciwko długotrwałej rywalce Becky Lynch na WrestleManii 38. Na tejże gali Belair położyła kres zaciętej rywalizacji, pokonując Lynch i zdobywając WWE Raw Women’s Championship po raz pierwszy w swojej karierze. Obroniła wyróżnienie w Triple Threat matchu przeciwko Asuce i Lynch na Hell in a Cell oraz na Money in the Bank przeciwko Carmelli, która zaatakowała ją tuż po walce. Zaowocowało to walkę rewanżową, która wydarzyła się na Raw 11 lipca i zakończyła się wyliczeniem pozaringowym mistrzyni. Ze względu na nieczysty finał pojedynku, Carmella otrzymała kolejną szansę do walki o mistrzostwo tydzień później, lecz poległa. 

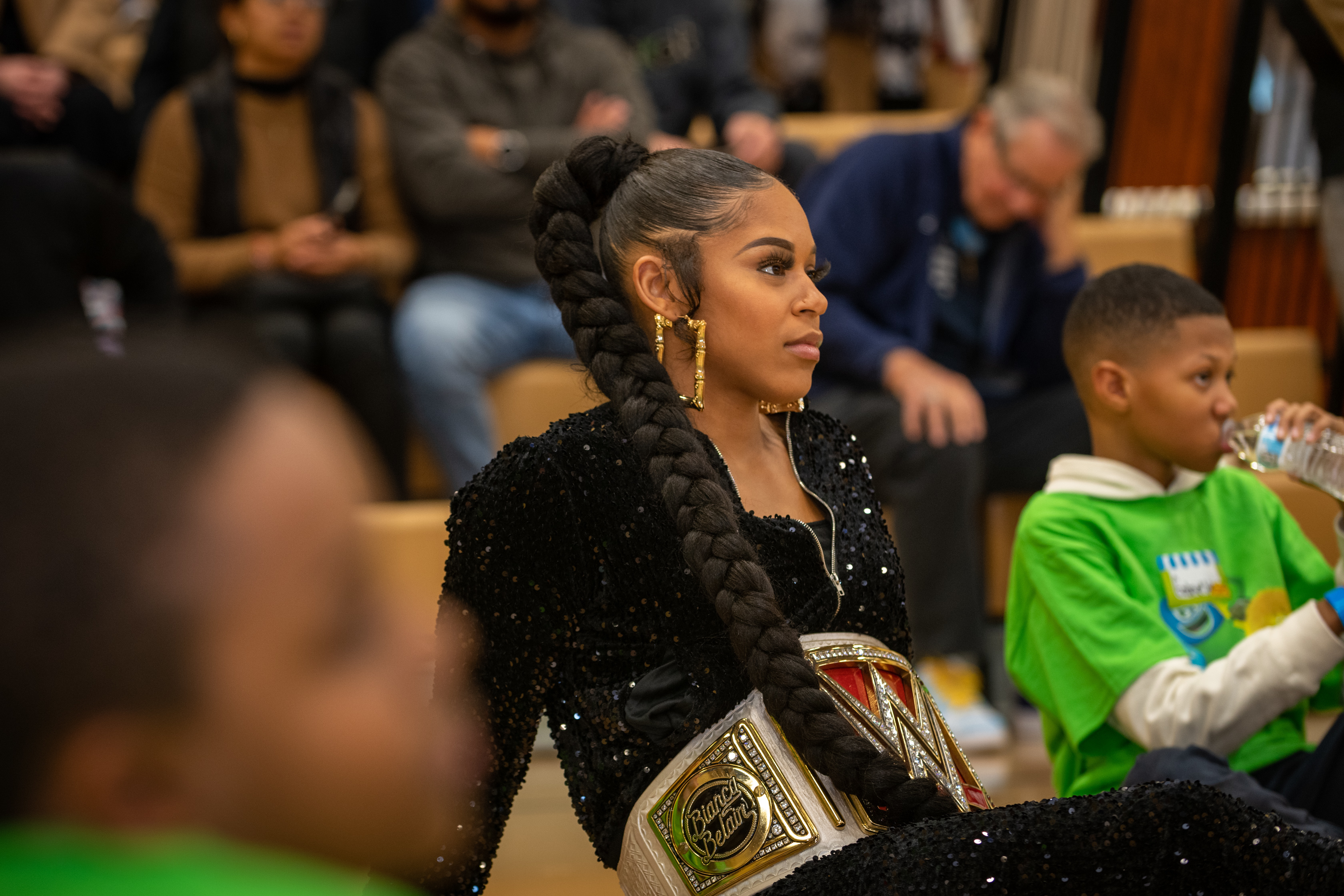
Belair w styczniu 2023 z pasem WWE Raw Women’s Championship zawieszonym na tułowiu.

Na SummerSlam, Belair zmierzyła się z Becky Lynch w rewanżu z WrestleManii, z którego ponownie wyszła zwycięsko. Po meczu obie panie okazały sobie szacunek, obejmując się. Po geście szacunku zjawiła się powracająca Bayley wraz z również powracającymi Iyo Sky i Dakotą Kai, formując stajnię, której nadano później nazwę Damage CTRL. 8 sierpnia na Raw wyzwały Belair i jej sprzymierzeńczynie Alexę Bliss oraz Asukę do walki na wydarzeniu Clash at the Castle, której rezultatem było zwycięstwo przedstawicielek Damage CTRL, po tym jak Bayley przypięła Belair, wskutek czego zyskała walkę o WWE Raw Women’s Championship na Extreme Rules, która ostatecznie stała się Ladder matchem. Mistrzyni ponownie udało się zachować mistrzostwo w tej walce, jak i również w rewanżu na Crown Jewel, którym był Last Woman Standing match. W listopadzie rywalizowała razem z Bliss, Asuką, Mią Yim oraz Becky Lynch przeciwko Damage CTRL, Nikki Cross i Rhei Ripley w WarGames matchu na Survivor Series WarGames, w którym jej drużyna odniosła zwycięstwo.
Na początku 2023 roku rywalizowała ze swoją byłą już sojuszniczką Alexą Bliss, która została zdyskwalifikowana w pojedynku mistrzowskim przeciwko Belair na Raw z 2 stycznia, po tym jak zaatakowała sędziego. Belair ponownie obroniła tytuł, zwyciężając Bliss na Royal Rumble. Niedługo po WrestleManii 39, na której utrzymała mistrzostwo nad Asuką, osiągnęła pełny rok jako mistrzyni kobiet, a zaraz po wygranej obronie tytułu z Iyo Sky na Backlash stała się najdłużej panującą mistrzynią w chronologii WWE Raw Women’s Championship, przewyższając panowanie Becky Lynch trwające 398 dni, oraz najdłużej panującą afroamerykańską mistrzynią świata w historii WWE. 8 maja stała się ponownie członkiem brandu SmackDown w wyniku draftu, który odbył się nieco ponad dwa tygodnie wcześniej. 
Po 420 dniach panowania jako mistrzyni, utraciła mistrzostwo w walce rewanżowej z Asuką na Night of Champions, 27 maja. Odzyskała tytuł na SummerSlam, w rewanżu, którym był Triple Threat match, w którym udział brała również Charlotte Flair. Niespełna dwie minuty po odzyskaniu tytułu została pokonana w walce o dopiero zdobyte przez nią mistrzostwo przez Iyo Sky, która wykorzystała swój przywilej do walki z dowolną mistrzynią kobiet w dowolnym miejscu i czasie, zapisany w należącym do niej kontrakcie Money in the Bank. Uczyniło to drugie panowanie Belair, trwające 1 minutę i 35 sekund, najkrótszym w chronologii mistrzostwa, wskutek czego Belair stała się zarazem najdłużej i najkrócej panującą posiadaczką WWE Women’s Championship.  

## Inne media
Blair jako Bianca Belair jest grywalną postacią w czterech grach video: WWE 2K19, WWE 2K20, WWE 2K22 oraz WWE 2K23.

## Życie prywatne
Blair to żona Kennetha Crawforda, wrestlera, pracującego również dla WWE pod pseudonimem Montez Ford. Pobrali się 23 czerwca 2018. Wychodząc za mąż, została macochą dwójki dzieci Crawforda z poprzedniego małżeństwa.

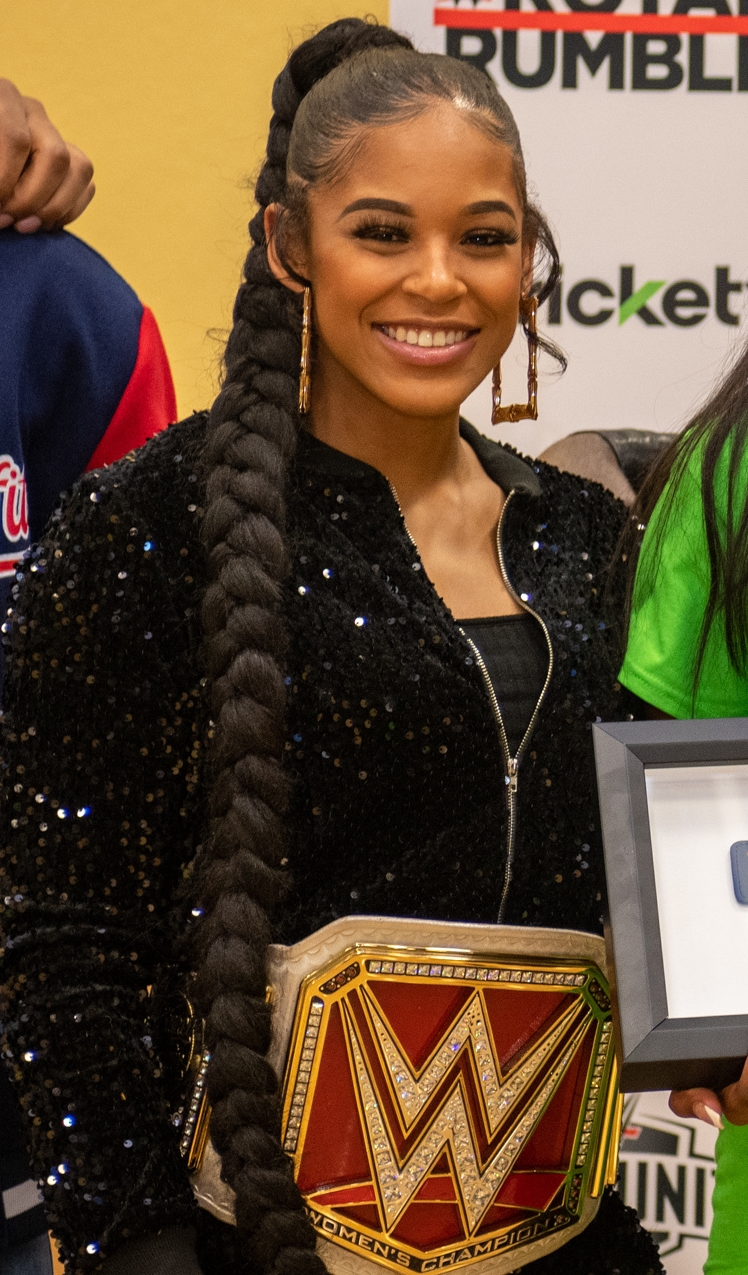
Belair jako posiadaczka WWE Women’s Championship (które znane wtedy było jako WWE Raw Women’s Championship); jej pierwsze panowanie, które trwało 420 dni, jest najdłuższe w historii mistrzostwa, natomiast drugie panowanie, trwające niespełna 2 minuty, zapisało się w historii mistrzostwa jako najkrótsze.

## Mistrzostwa i osiągnięcia
- ESPY Awards
  - Moment roku w WWE (2021) – wraz z Sashą Banks jako dwie pierwsze Afroamerykanki, uczestniczące w walce wieczoru WrestleManii[78]
- Pro Wrestling Illustrated
  - PWI sklasyfikowało ją na miejscu 1. wśród 150 najlepszych zawodniczek roku 2021[7]
  - PWI sklasyfikowało ją na miejscu 23. wśród 100 najlepszych zawodniczek roku 2020[79]
- Sports Illustrated
  - Sports Illustrated sklasyfikowało ją na miejscu 9. wśród 10 najlepszych zawodniczek roku 2018[80]
- WWE
  - WWE (Raw) Women’s Championship (2 razy)[81]
  - WWE SmackDown Women’s Championship (1 raz)[82]
  - Zwyciężczyni Royal Rumble matchu kobiet (2021)[83]
  - Bumpy Award (1 raz)
    - Walka półrocza (2021) – vs. Sasha Banks na WrestleManii 37[84]